# 水納島 (沖繩群島)
水納島（日语：／ Minna-jima、琉球語：／ ）位於琉球列島沖繩群島沖繩島北部的本部半島西北方約1.5公里處。從空中俯瞰狀似新月，因此被稱為「羊角麵包島」或「月牙島」。行政劃分上屬於日本沖繩縣國頭郡本部町。

## 地理
- 面積0.6平方公里，周長4.6公里，最高點高度海拔19公尺。
- 島上現住有約60人，現以旅遊為主要產業，有胡蘿蔔、西瓜的栽培和畜牧。
- 水納島原本被沖繩早期居民視為「メンナノ御嶽」的聖地，因此一直是無人居住的島嶼。直到1903年，有13戶居民從瀨底島遷移到島上。
- 島名的由來，被認為是因為島上缺乏水資源而先被稱為「水無島」，後改為現在名稱。
- 島的東邊有水納島燈塔，於1972開始使用，高度海拔27公尺，照射距離10.5海哩。

## 觀光景點
- 水納島海灘

## 外部連結
- 水納島情報.COM （页面存档备份，存于）
- 羊角麵包島　觀光指南 （页面存档备份，存于）
- 本部町觀光協會 水納島 （页面存档备份，存于）
- Island Scenes 水納島訪問記